# Torbjörntorps landskommun
Torbjörntorps landskommun var en tidigare kommun i dåvarande Skaraborgs län.

## Administrativ historik
Kommunen inrättades i Torbjörntorps socken i Gudhems härad i Västergötland när 1862 års kommunalförordningar trädde i kraft.
Vid kommunreformen 1952 uppgick landskommunen i Gudhems landskommun som uppgick 1974 i Falköpings kommun.